# مت بسلر
متیو اسکات «مت» بسلر (انگلیسی: Matthew Scott "Matt" Besler؛ زادهٔ ۱۱ فوریهٔ ۱۹۸۷) بازیکن فوتبال اهل ایالات متحده آمریکا است.